# Тотчине
То́тчине —  село в Україні, в Лубенському районі Полтавської області. Населення становить 36 осіб. Колишній орган місцевого самоврядування — Березівська сільська рада.

## Географія
Село Тотчине знаходиться між селами Кревелівка та Шинківщина (0,5 км).

## Історія
12 червня 2020 року, відповідно до розпорядження Кабінету Міністрів України № 721-р «Про визначення адміністративних центрів та затвердження територій територіальних громад Полтавської області», село увійшло до складу Лубенської міської громади.
19 липня 2020 року, в результаті адміністративно - територіальної реформи та ліквідації Лубенського району(1923-2020), село увійшло до складу новоутвореного Лубенського району.

## Населення
Згідно з переписом УРСР 1989 року чисельність наявного населення села становила 58 осіб, з яких 23 чоловіки та 35 жінок.
За переписом населення України 2001 року в селі мешкали 34 особи. 100 % населення вказало своєю рідною мовою українську мову.